# Zaječí maso

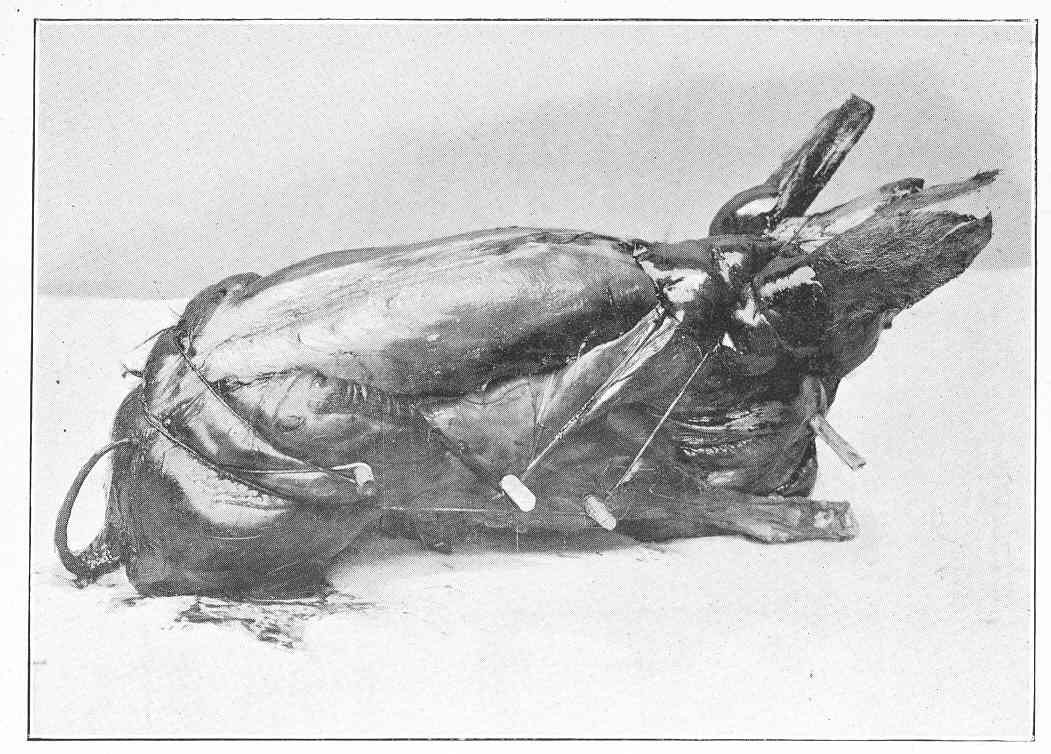
Ilustrace zobrazující zajíce připraveného k pečení, počátek 20. století

Zaječí maso označuje maso pocházející ze zajíců. V Evropě se obvykle jedná o maso zajíce polního (Lepus europaeus). Zaječí maso je klasifikováno jako zvěřina, což znamená že pochází z lovených, nikoliv z chovaných zvířat. Zaječí maso patří k běžnému zdroji živočišných bílkovin po celém světě. Toto maso se dá připravit podobným způsobem jako maso králičí, obvykle se peče, obaluje nebo smaží.

## Obecné informace
Zajíci jsou v Evropě typickou lovnou zvěří. Loví se především pro maso či kožešinu. Kromě zajíce polního se loví i jiné druhy zajíců. Dospělí zajíci polní dosahují tělesné hmotnosti 3 až 4 kilogramy, ale koncem podzimu a začátkem zimy mohou vážit více. Lovecká sezona trvá obvykle od začátku října do poloviny ledna.
Maso se podobá králičímu masu. Mladí zajíci mají světle až šedočervené maso, zatímco maso starších kusů je tmavě červené.

## Příprava masa
Po zabití se zajíc vyvrhává ještě za tepla. Nicméně je legální i praxe, kdy k jeho vyvržení nedojde. Z hlediska hygieny je však lepší vyvržení provést. Zajíc se pověsí za zadní nohy a poté se prořízne kůže na břichu tak, aby bylo možné vyjmout vnitřnosti (trávicí soustavu, plíce, srdce, játra a ledviny). V zavěšené poloze je poté zajíc ponechán po dobu tří až čtyř dnů, v zimě může být zavěšen až týden. Poté se zajíc stáhne z kůže. Při porcování se zadní nohy oddělí těsně za kyčlí. Tělo se může podél páteře rozříznout na dvě poloviny, nebo se ze hřbetu vyříznou filety. Hlava se rozpůlí a vyjmou se oči, aby zbytek mohl být použit při přípravě pokrmu.

## Použití v kuchyni
Mladí zajíci ve věku od tří do osmi měsíců mají nejvyšší kvalitu masa. Takoví jedinci se většinou prošpikují a pečou celí, případně naporcovaní. Starší zvířata se obvykle dusí naporcovaná na kusy a připravuje se z nich guláš, nádivky, polévky či slané koláče. Kromě celých zajíců se v kuchyni používají i různé části zajíce samostatně, například přední nohy, zadní nohy či hřbet.
Existuje několik tradičních receptů na přípravu celého zajíce. Mezi tradiční české pokrmy připravované ze zaječího masa patří zajíc na smetaně, při jehož přípravě se používá mj. špikování nebo zajíc na česneku.
V Řecku a na Kypru se připravuje ze zaječího masa pokrm zvaný lagos stifado (Λαγός στιφάδο), zaječí guláš s cibulí, octem, červeným vínem a skořicí. Dlouhá tradice konzumace zaječího masa existuje na Maltě, kde byli zajíci podáváni velmistrům Maltézského řádu a také renesančním inkvizitorům, kteří na ostrově žili. Z některých z nich se později stali papeži. Podle židovské tradice patří zajíc mezi savce, kteří nejsou považováni za košer, a proto ho věřící Židé nekonzumují.

## Krev
Krev čerstvě zabitých zajíců lze sbírat a konzumovat při dušení masa či jeho zapékání. Nejprve se z těla zajíce odstraní vnitřnosti, než se zavěsí za zadní nohy hlavou dolů. Tím se hromadí krev v hrudní dutině. Jelikož se zajíc nechává viset až týden, musí se krev po odebrání konzervovat. Je možné ji například smíchat s červeným vinným octem, aby se zabránilo jejímu sražení, a poté ji zmrazit.
Jugged hare, ve Francii známý jako civet de lièvre, je celý zajíc rozporcovaný na kousky, který je namarinovaný vařený s červeným vínem a jalovcem ve vysokém džbánu, jenž stojí v hrnci s vodou. Tradičně se podává se zaječí krví (nebo se krev přidává až na konci vaření) a portským vínem. Tento pokrm byl popsán již ve vlivné anglické kuchařce z 18. století, The Art of Cookery, jejíž autorkou byla Hannah Glasse. Tento recept popisuje vaření kousků zajíce potřených sádlem ve džbánu umístěném ve vodní lázni po dobu tří hodiny. I další britské kuchařky z doby před polovinou 20. století obsahují recepty na jugged hare. Avšak podle průzkumu z roku 2006 mezi přibližně 2000 lidmi uskutečněném pro televizní kanál UKTV Food pouze 1,6 % respondentů mladších 25 let tento pojem znalo.